# Кормак мак Арт
Кормак мак Арт — Кормак МакАрьт, він же — Кормак О'Конн, Кормак Улфада (Кормак Довга Борода) (давньоірл. Cormac mac Airt) — напівлегендарний, напівісторичний верховний король Ірландії. 204–244 роки правління (за хронікою Джеффрі Кітінга). За іншими джерелами («Хроніки Чотирьох Майстрів» — ірл. — Annála na gCeithre Máistrítrí): 226—266 роки правління. Згідно з «Книгою переказів» правив у 213—268 роках. Онук верховного короля Ірландії Конна Сто Битв (Conn Cétchathach). Син Арта Самотнього. Правив Ірландією зі своєї резиденції в Тарі протягом 40 років — ці роки ввійшли в історію як роки процвітання Ірландії, роки мудрого правління. У «Літописі Клонмакнойсу» (ірл. — Clonmacnoise) (1627) про нього написано: «…наймудріший король який будь-коли правив Ірландією, доблесний і мудрий, м'який, не проливав кров без причин, правив велично і чудово…»

## Біографія

### Народження і дитинство
Згідно з давніми ірландськими переказами перед битвою під Маг Мукріме король Арт Самотній МакКун провів ніч з дочкою коваля та друїда Олкаха — Ахтен (ірл. — Achtan), внаслідок чого на світ з'явився Кормак МакАрт. Друїд Олках вважав за честь поріднитися з королем і вважав, що рід короля не повинен увірватись, тому сам запропонував йому дочку як дружину хоча б на одну ніч, бо теж передбачав, що король в битві загине. Згідно з легендою Ахтен напередодні цих подій побачила сон, нібито їй відтяли голову, а з її шиї виросло дерево, яка вкрило всю Ірландію. Друїд розтлумачив їй цей сон так — чоловік є головою жінки і вона втратить свого чоловіка одразу після шлюбної ночі, але її син започаткує великий рід славетних королів Ірландії. Згідно зі скелою «Битва під Маг Мукриме» король Арт Самотній МакКун сам передчував свою загибель, тому розповів дочці коваля де схований його скарб, щоб зачатий ним син міг ним скористатись. Згідно з одними переказами Кормака МакАрта виховували мисливці, згідно з іншими — дикі звірі.

### Прихід до влади
За легендою Кормак МакАрт у віці 30 років прийшов в Тару — резиденцію верховних королів Ірландії. Король Лугайд мак Кон добровільно передав йому владу почувши його мудрі судження щодо незаконних дій короля. Згідно іншої легенди він силою зброї повернув собі трон предків — Лугайд мак Кон змушений був тікати в Мунстер і шукати примирення зі своїми родичами, але його прийомний батько Айліль Аулом не пробачив йому смерть свого сина вбивство свого сина Еогана Мора і вкусив його отруйним зубом коли вони обнялися. Потім Айліль відправив філіда Ферхеса мак Комайна (ірл. — Ferches mac Commáin) довершити помсту. Ферхес знайшов Лугайда помираючим — він стояв притулившись спиною до священного каменя і пробив його списом. Кормак мак Арт не зміг скористатися цим і зайняти трон ірландських королів. Він змушений був тікати в Коннахт, а трон верховних королів зайняв король Ольстера Фергус Дубдетах. Він правив всього один рік, а потім був переможений і вбитий Кормаком макАртом за допомогою Тадга мак Кейна та Лугайда Лама в битві під Крінна.

### Правління
Кормак мак Арт воював з різними королівствами на які в той час була розділена Ірландія, і які не хотіли коритися його владі, як владі верховного короля Ірландії (найчастіше з Уладом — Ульстером — Ольстером). Поширив владу верховних королів Ірландії — королів Тари на північ від річки Бойн. Згідно з легендами, сіди (ірл. — ші, Sídhe — напівбоги, мешканці потойбічного світу, який лежить в глибинах пагорбів) давно звернули увагу на Кормака МакАрта як на великого і благородного короля. Спочатку вони хитрістю — змусивши віддати дочку, сина, дружину — заманили Кормака у потойбічний світ. Потім повернули йому сім'ю і подарували магічні дари — Срібну Гілку з Золотими Яблуками, яка при струшуванні видавала музику, що зцілювала хворих та поранених та Чашу, що здатна відділяти правду від брехні. Чашу подарував йому бог моря Маннанан мак Лір, Чаша безслідно зникла після смерті Кормака, як це і пророчив Маннанан.
Хроніки і легенди також розповідають про його війну з королівством Мюнстер, про його походи в Британію, про конфлікт з королем Ленстеру і страту його заручників, про укладання королем Кормаком законів Ірландії, розмежування кордонів Васальних королівств, впорядкування данини і податків. Розповідають також, що в часи його правління худобу багатьох підвладних йому земель вразила чума. Тоді, щоб відновити втрачені стада, він став вимагати данини худобою від королівства Мюнстер (Муму). Але король Мунстеру Фяху Муллехан відмовив і це стало причиною війни. Друїди не радили йому починати війну, але король Кормак не прислухався до порад друїдів, вважаючи, що починати війну йому радять сіди потойбічного світу. Війна йшла невдало внаслідок магії друїдів Мунстера, Кормак змушений був відступити.

### Втрата влади
Син Кормака, Келлах, позбавив честі племінницю Енгуса Гайбуайбтех (Енгуса Отруйний Спис або Енгуса Спис з Ланцюжками). Енгус разом зі своїм кланом та туатом (плем'ям) дессі почав проти Кормака війну. Під час битви Келлах був вбитий, а Кормак МакАрт втратив око. Згідно з давніми ірландськими звичаями, скалічений король не може лишатися при владі. І Кормак МакАрт передав владу сину Карпре (Койрбре) Ліфехарю (ірл. — Cairbre Lifechair). Згідно інших легенд він втратив око (а значить, і владу) в битві з племенем дессі, що було непокірним королю, і за це було вигнане зі своєї землі.

### Смерть
Згідно з легендою після втрати влади Кормак МакАрт жив в самотині, помер подавившись кісткою лосося в результаті прокляття друїда, який вважав, що колишній король зневажає їх авторитет як жерців.

### Сім'я
Дружина — Етне Красиві Стегна.
Дочки — Айльбе, Грайне.
Сини — Карпре (Койрбре) Лифехайр, Келлах.

## Кормак МакАрт у фольклорі та літературі
Король Кормак МакАрт став героєм численних легенд, міфів, казок, переказів, в яких виступає як благородний король, уособлення вищої мудрості та справедливості — один з наймудріших королів які будь-коли правили Ірландією.
Збереглися настанови Короля Кормака МакАрта своєму сину Койрбре, що називаються «Мудрість Кормака».

### Мудрість Кормака
(історичний переказ)
— О, Кормак О'Конал! — спитав Койрбре, — Які були твої звичаї в роки молоді?
— Неважко відповісти! Я слухав ліс, я дивився на зорі, я уникав таємниць, я мовчав у юрбі, я розмовляв з людьми, я був спокійний на бенкетах, я був гарячий в бою, я був відданий у дружбі, я був поблажливий до слабших, я був твердий з сильними. Я не був зарозумілий, хоча був сильний. Я не обіцяв нічого, хоча був багатий. Я не вихвалявся нічим, хоча був майстерний. Я не говорив погано про відсутніх. Я не проклинав, а хвалив. Я не просив, а давав. Бо тільки такі звичаї роблять юнака мужем та істинним воїном.
— О, Кормак О'Конал! — спитав Койрбре, — Яким звичаям слідувати мені?
— Неважко відповісти! Не смійся над старими, якщо ти молодий. Не смійся над бідними, якщо ти багатий. Не смійся над кульгавим, якщо ти швидконогий. Не смійся над сліпим, якщо ти зрячий. Не смійся над хворим, якщо ти здоровий. Не смійся над дурним, якщо ти мудрий. Не будь занадто розумним і занадто дурним. Не будь занадто самовпевненим і занадто сором'язливим. Не будь занадто гордим і занадто скромним. Не будь занадто балакучим і занадто мовчазним. Не будь занадто суворим і занадто добрим. Якщо будеш занадто розумним, від тебе будуть чекати занадто багато. Якщо будеш занадто самовпевненим, тебе будуть сторонитися. Якщо будеш занадто скромним, тебе не будуть поважати. Якщо будеш занадто балакучим, на тебе не будуть звертати уваги. Якщо будеш занадто мовчазним, до тебе не будуть прислухатись. Якщо будеш занадто суворим, себе будуть сахатися. Якщо будеш занадто добрим, тебе розтопчуть.
— О, Кормак О'Конал! — спитав Койрбре, — А які звичаї добрі для короля?
— Неважко відповісти! — відповів Кормак, — Для короля найкраще: твердість без гніву, наполегливість без суперечок, ввічливість без гордовитості. Нехай він береже давні звичаї, справедливо вершить суд, говорить істину, поважає поетів, поклоняється богам. Королю слід питати поради у мудрих, поважати давнину, дотримуватись законів, бути чесним з друзями, бути мужнім з ворогами, знати пісні та науки, вивчати мови, слухати старійшин, лишатися глухим до брехні. Нехай він буде суворим, але справедливим. Нехай він буде пристрасним, нехай він буде милостивим, нехай він буде терпимим, нехай він буде наполегливим, нехай ненавидить брехню, нехай любить правду, нехай не пам'ятає зла, нехай не забуває добро, нехай у нього на бенкеті буде людей багато, а на таємній раді — мало. Нехай спілки його будуть міцні, нехай вимоги його будуть легкі, нехай рішення його будуть швидкі і ясні. Бо по цьому і пізнаються справжні королі!
А в давнину казали: Негарно упадати за вдовицею ще до того, як вона повернулась з похорон чоловіка.

### Вигнання дессі
(Уривок скели)
Ось як відбулось вигнання дессі в Мунстер і вбивство Кормака.

Як лишився без ока Кармак з Тари? А ось як. Жила в ті часи дуже жорстока людина з племені дессі з Маг Брег на ймення Енгус Габюбьтех, інакше Жахливий Спис з Ланцюжками. Три ланцюжка було в нього і при кожному по три людини. Тому-то і назвали Енгуса Габюбьтех, бо щоразу здійснював він помсту за родичів і щоразу, як вбивали когось з них або притіняли беззахисного, не зупинявся він, доки не відплачував за це сповна.

Трапилося так, що Келлах син Кормака, відвів дочку свого брата — Форрах дочку Сората мак Арткорна. А в цей вчас здійснював помсту Енгус за ображеного родича в королівстві Коннахт. Вирушив до нього Еоган і сказав:
— О, Енгусе! Син Кормака занадто близький мені по крові!
— Забирайся геть, — відповів той, — бо не зачеплю я його, перш ніж не завершу те, заради чого я прийшов сюди.
— І ось зранку, помстишись за честь родичів, вирушив голодний і втомлений Енгус до жінки, яка сама готувала їжу орачам.
— Питва та їжі мені, о жінко, — бо мордують мене спрага і голод.
— Не важче довелось тобі, аніж тим, для кого готую я цю їжу, — відповіла жінка.
Не до душі були їй справи Енгуса.
— Погано чиниш ти, знищуючи Ірландію і поступаючись своєю честю за ситну трапезу, — сказала вона, і як на мене, так краще вже тобі викрасти самотню жінку, аніж здійснювати помсту за брата.
Охопив тоді Енгуса гнів, і вмить з'їв він вісім хлібів, а потім схопив руками цебер, так що не встигла жінка навіть втримати його. Почала вона проклинати Енгуса, а той схопив ступу для збивання масла і так вдарив її по голові, що негайно сконала вона. Лють і гнів охопили тоді Енгуса, і пішов він звідти геть. Два дротики були в його волоссі, і тому всі вони злякалися. Нарешті дійшов він до Тари.
— Бачу я, — сказав сторож, — срібнобородого воїна з великими телятами і величезним списом за спиною. Здається мені, що в гніві йде він сюди.
— Це Енгус, — відповів Кормак, — нехай потурбуються про нього.
Був разом з Енгусом його названий син — Корк Дубьне мак Койпре Муска мак Етерскел. Заручником супроти руки Кормака лишався він серед мунстерців. У домі самого Енгуса поручились мунстерці заручниками, щоб змилувався над ними Кормак.
Тут ввійшов Енгус до Кормака в королівські покої. Келлах тоді вирішив остерегтися і став між Енгусом і стіною.
— Що привело тебе сюди, юначе? — спитав Енгус і вдарив юнака списом у груди, так, що спис пройшов наскрізь і застряг в дереві позаду нього.
Коли ж висмикував Енгус свій спис, влучала одна з ланок ланцюжка прямо в око Кормаку, так, що розкололось воно навпіл у його голові. Держаком списа влучив він прямо в лоб одному з слуг — Сетне мак Блаї, і пробив його наскрізь. Так в одну мить полягли Келлах і Сетна мак Блаї, і розлетілось надвоє око Кормака. Не змогли втримати Енгуса, і дістався він потім до свого дому, вбивши дев'ять героїв з людей Кормака, що їх надіслали йому навздогін. Не покинув Енгуса і його названий син, Корк Дубьне, і перестав він з того часу бути заручником.
З того часу не заходив більше Кормак в Тару, бо не личить це покаліченому королю. Оселився він поруч біля Тари, в Анайл, що називається нині Сірін Колум Кілле. А наступного року прийняв Кормак смерть у Тех Клейтіг, але до того ще бились з ним дессі у семи битвах і були переможені, бо сильнішим виявився Кормак з великим числом ірландських воїнів…